# Bratkovice
Bratkovice (en allemand : Bratkowitz) est une commune du district de Příbram, dans la région de Bohême-Centrale, en Tchéquie. Sa population s'élevait à 312 habitants en 2020.

## Géographie
Bratkovice se trouve à 7 km au nord de Příbram et à 49 km au sud-ouest de Prague.
La commune est limitée par la zone militaire de Brdy à l'ouest et au nord, par Čenkov au nord, par Hluboš à l'est, par Trhové Dušníky et Lhota u Příbramě au sud, et par Sádek à l'ouest.

## Histoire
La première mention écrite de la localité date de 1394.

## Transports
Par la route, Bratkovice se trouve à 8 km de Příbram et à 67 km du centre de Prague.